# Помпоній Лет
Ю́лій Помпо́ній Лет, часом Помпо́ній Ле́то (лат. Julius Pomponius Laetus, італ. Giulio Pomponio Leto; 1428, Діано (сьогодні Теджано), Кампанія — 9 липня 1498, Рим) — італійський гуманіст, філософ, історик, класичний філолог. Заснував гурток гуманістів для вивчення античних старожитностей, що пізніше увійшов у історію під назвою Римська академія.

## Біографія
Народився 1428 року в Діано (сьогодні Теджано, що у Калабрії. Помпоній був позашлюбним сином Джованні Сансеверино графа де Марсіко, представника давнього роду Сансеверино з норманським корінням. Дитинство і юність Помпоній провів у родовому замку батька в Діано. 19 грудня 1444 року граф помер, а в його заповіті не було згадки про свого позашлюбного сина. Таким чином Помпоній опинився в доволі скрутному становищі, до того ж його мачуха ставилася до нього відверто вороже. Через якийсь час Помпоній був змушений залишити рідні місця й переїхав до Рима. Зі своєю родиною він намагався більше не спілкуватися. У Римі Помпоній захопився античною спадщиною й взяв собі за ім'я латинізований варіант Юліус Помпоніус з додатком Летус (Laetus тобто «веселий»).
У Римі Помпоній вивчав риторику у видатного гуманіста Лоренцо Валли та його наступника П'єтро Оді (Одді) да Монтополі. Після смерті Одді Помпоній обійняв його посаду на кафедрі риторики Римського університету. Окрім занять в університеті він давав приватні лекції, які відвідувалися навіть краще за університетські. Концепція Помпонія полягала в створенні єдиної дисципліни, яка б займалася античністю. Ця дисципліна мала включати в себе як історико-філологічні та текстуально-критичні студії античних джерел, так і дослідження в галузі античної археології.
1465 року заснував у Римі гурток гуманістів «Римська академія», члени якої вивчали античну філософію, критично аналізували середньовічну схоластику та доктрини католицької церкви. Папа Павло II вороже сприйняв діяльність членів цієї Академії, оголосив їх змовниками й аморальними безбожниками та розпорядився заарештувати їх і закрити Академію. Помпоний втік до Венеції, але був виданий папі, посаджений у в'язницю і підданий тортурам. За папи Сикста IV члени академії отримали свободу, й Помпоній продовжив свою колишню діяльність.
У 1472—1473 роках Помпоній здійснив подорож до Німеччини й на Схід до Північного узбережжя Чорного моря (теперішня Україна), враження про які виклав у коментарях до «Георгіки» Вергілія. В історичному творі «Цезарі» виклав історію Римської імперії та Візантії з III по кінець VII століття.
Помпоній засуджував розкіш тогочасного духівництва й на відміну від багатьох гуманістів відкидав духовну кар'єру. Помпоній був одружений і мав двох дочок, що звалися Нігелла та Фульвія. Нігелла активно підтримувала свого батька в філологічних дослідженнях.
Помпоній відіграв велику роль у поширенні гуманістичного шрифту. Він надавав перевагу шрифтові, що його розробив Нікколо Нікколі у 20-х роках 15 століття (так званий гуманістичний курсив). Варіант куриву Помпонія був лише незначною мірою видозмінений. Збереглися численні автографи й маргіналії, написані Помпонієм після 1470 року з використанням гуманістичного курсиву. Шрифт Помпонія наслідували його учні та партнери з листування, зокрема Анджело Поліціано.
Учнями Помпонія були такі діячі, як Алессандро Фарнезе (пізніше — папа Павло III), Ермолао Барбаро, визначний археолог Андреа Фульвіо, П'єтро Марсо та Марк Антоній Сабеллік. Лекції Помпонія також відвідували Йоганнес Рейхлін, Конрад Пейтінгер, Якопо Саннадзаро, Джованні Понтано та Джироламо Бальбі.
Помпоній мав такий високий престиж серед інтелектуальної еліти Риму, що на його похороні було присутньо 40 єпископів, хоча протягом життя він не виявляв особливої побожності.
Помпоній Лет похований в церкві Сан-Сальваторе-ін-Лауро.

## Праці
- Латинська граматика для школи в багатьох перевиданнях (Венеція, 1484).[8] Авторство ще двох анонімних трактатів з граматики сьогодні також приписують Помпонію.[9]
- Трактат про посади та правничу систему Риму (De Romanorum magistratibus, sacerdotiis, iurisperitis et legibus libellus).[10]
- Caesares, з підзаголовком Romanae historiae compendium ab interitu Gordiani Iunioris usque ad Iustinum tertium («Нариси римської історії від смерті Гордіана III до Юстина III A»), (Венеція, 1499). У праці йдеться про римських та візантійських правителів з 244 до кінця 7 ст. (від Філіппа Араба до Юстина II, якого Помпоній помилково назвав Юстином III). Твір зазнав великого поширення протягом 16 та 17 століть.[11]
- Defensio in carceribus («Захист у карцері»). Твір, написаний у в'язниці.[12]
- Екскурсії античним Римом, записані одним з учнів Помпонія (Excerpta a Pomponio dum inter ambulandum cuidam domino ultramontano reliquias ac ruinas Urbis ostenderet; у ранніх виданнях: De antiquitatibus urbis Romae libellus або De Romanae urbis vetustate). Перше видання — 1510 року; італійський переклад — 1550 року в Венеції.
- Список визначних місць Риму (De regionibus et Urbis vetustatibus descriptio).
- Життєписи античних авторів: Вергілій (De vita P. Virgilii Maronis succincta collectio), Лукан (разом з першим виданням творів Лукана, опублікованих 1469 року), Лукрецій, Гай Саллюстій (перше видання — 1490),[13] Стацій та Варрон.
- Поезії, зокрема Stationes Romanae quadragesimali ieiunio (дистихи про Римську церкву та паломників).

Коментарі
- Коментар до праці Punica Сілія Італіка, що зберігся також у записі учнів Помпонія.[14]
- Коментар до праці Bellum Iugurthinum Гая Салюстія, що зберігся у записі учнів Помпонія.[15]
- Коментар до Германії Тацита, що зберігся у записі учнів Помпонія..[16]
- Коментар до De lingua Latina Варрона; збереглися також dictata (записи учнів Помпонія).[17]
- Коментар до поезій Вергілія у формі схолій та глос.[18]
- Коментарі до інших творів античних авторів: Цицерон, Клавдіан,[19] Колумелла, Горацій, Лукан, Марціал, Овідій, Квінтиліан,[20] Публій Папіній Стацій та Гай Валерій Флакк.

Видання античних творів
- Численні видання творів античних авторів, а саме: Елій Донат (Ars minor), Секст Помпей Фест (De verborum significatione), Пліній Молодший (Листи, книги 1-9), Гай Саллюстій, Сілій Італік, Теренцій та Варрон (De lingua Latina, перше видання 1471).[21]

## Видання і переклади
- Maria Accame : Vita di Marco Terenzio Varrone. In: Maria Accame: Pomponio Leto. Vita e insegnamento. Edizioni Tored, Tivoli 2008, ISBN 978-88-88617-16-9, p. 193—200 (критичне видання з італ. перекладом)
- Shane Butler: Angelo Poliziano: Letters, v. 1: Books I—IV. Harvard University Press, Cambridge (Massachusetts) 2006, ISBN 0-674-02196-7 (листування з Поліціано; лат. текст та англ. переклад)
- Isidoro Carini: La «Difesa» di Pomponio Leto. In: Nozze Cian — Sappa-Flandinet. 23 ottobre 1893. Istituto italiano d'arti grafiche, Bergamo 1894, S. 151—193
- Cesare D'Onofrio: Visitiamo Roma nel Quattrocento. La città degli Umanisti. Romana Società Editrice, Rom 1989 (містить на ст. 269—291 латинський текст Excerpta a Pomponio dum inter ambulandum cuidam domino ultramontano reliquias ac ruinas Urbis ostenderet з італійським перекладом)
- Marc Dykmans : La «Vita Pomponiana» de Virgile. In: Humanistica Lovaniensia 36, 1987, p. 85-111 (критичне видання життєпису Вергілія)
- Germain Morin : Les distiques de Pomponio Leto sur les stations liturgiques du carême. In: Revue bénédictine 35, 1923, p. 20-23 (Stationes Romanae quadragesimali ieiunio, перше видання)
- Frans Schott (Franciscus Schottus): Itinerarii Italiae rerumque Romanarum libri tres, 4 ed., Antwerpen 1625, p. 505—508 (Stationes Romanae quadragesimali ieiunio, друге видання)
- Giuseppe Solaro : Pomponio Leto: Lucrezio. Sellerio, Palermo 1993 (критичне видання життєпису Лукреція з коментарем та італ. перкеладом)
- Giuseppe Solaro : Lucrezio. Biografie umanistiche. Edizioni Dedalo, Bari 2000, ISBN 88-220-5803-8, p. 10-, 25-30 (критичне видання життєпису Лукреція)
- Roberto Valentini, Giuseppe Zucchetti : Codice Topografico della Città di Roma. v. 1, Istituto Storico Italiano per il Medio Evo, Roma 1940, p. 193—258 (критичне видання De regionibus et Urbis vetustatibus descriptio)
- Roberto Valentini, Giuseppe Zucchetti : Codice Topografico della Città di Roma. v. 4, Istituto Storico Italiano per il Medio Evo, Roma 1953, p. 421—436 (критичне видання Excerpta a Pomponio dum inter ambulandum cuidam domino ultramontano reliquias ac ruinas Urbis ostenderet)